# Harvey Street Kids
Harvey Street Kids (Harvey Girls Forever! en su segunda temporada) es una serie de televisión de comedia animada estadounidense producida por Brendan Hay y Aliki Theofilopoulos para DreamWorks Animation Television, y está basada en personajes de los cómics de Harvey Comics.

## Trama
La serie se ambienta siguiendo a cuatro amigos, Little Audrey, Little Lotta, Richie Rich y Little Dot, habitantes de las calles llamados Calle Harvey y Avenida Harvey, ubicados en la gran ciudad llamada Harvey Town. A Audrey, Lotta, Dot y Ricky les encanta pasar el rato, divertirse y ayudar a sus amigos.

## Reparto
| Personaje              | Actor original (Estados Unidos) | Actor de doblaje (Hispanoamérica) | Actor de doblaje (España) |
| ---------------------- | ------------------------------- | --------------------------------- | ------------------------- |
| Audrey                 | Stephanie Lemelin               | Carla Castañeda                   | Sara Heras                |
| Lotta                  | Lauren Lapkus                   | Lupita Leal                       | Yolanda Portillo          |
| Dot                    | Kelly McCreary                  | Romina Marroquín Payró            | Patricia Rada             |
| Ricky Ricón            | Jack Quaid                      | Enzo Fortuny                      | Jordí Estupiña            |
| Lucrecia               | Grey DeLisle                    | Mireya Mendoza                    | Chelo Vivares             |
| Frufrú                 | Grey DeLisle                    | Jocelyn Robles                    | Violeta Arroyo            |
| Moño                   | Jessica DiCicco                 | Alondra Hidalgo                   | Amparo Bravo              |
| Melvin                 | Atticus Shaffer                 | Carlo Vázquez                     | Luis Miguel Cajal         |
| Fredo                  | Utkarsh Ambudkar                | Javier Olguín                     | Rafael Alonso Naranjo Jr. |
| Ojorojo                | Roger Craig Smith               | José Antonio Toledano             | Roberto Rodríguez         |
| Bobby el Sabelotodo    | David Herman                    | Héctor Emmanuel Gómez             | Nestor Moreno León        |
| Chiquencus Chip Chispa | Danny Pudi                      | Miguel Ángel Ruiz                 | Adolfo Moreno             |
| Gerald                 | Jamaal Hepburn                  | Pascual Meza                      | Cristian Pinilla          |
| Zoelisha               | Cree Summer                     | Karla Falcón                      | Maxo Barjas               |
| María                  | Chelsea Peretti                 | Dannan Huicochea                  | Sonia Latorre             |
| Stu                    | Nat Faxon                       | Arturo Castañeda                  | Artur Palomo              |
| Chevron                | Anna Camp                       | Montserrat Aguilar                | Silvia Sarmentera         |

- Datos: Q48731483